# 루프 (음악)
음악에서의 루프(Loop)는 반복되는 소리 재료의 섹션이다. 1~2개 마디와 같은 짧은 섹션은 반복되어 오스티나토 패턴을 만들 수 있다. 더 긴 섹션도 반복될 수 있다.
루프는 턴테이블, 디지털 샘플러, 루퍼 페달, 신시사이저, 시퀀서, 드럼 머신, 테이프 레코더, 딜레이 유닛을 포함한 광범위한 음악 기술을 사용하여 만들 수 있으며, 컴퓨터 음악 소프트웨어를 사용하여 프로그래밍할 수 있다. 오디오 트랙 또는 비디오 푸티지의 섹션을 루프하는 기능은 전자 제품 판매업체에서 A-B 반복이라고도 한다.
로열티 프리 루프는 The Loop Loft, Native Instruments, Splice 및 Output과 같은 회사에서 음악 제작을 위해 구매하고 다운로드할 수 있다.
루프는 MIDI 또는 WAV, REX2, AIFF, MP3와 같은 오디오 파일 포맷으로 제공된다. 음악가는 Ableton Push 또는 Native Instruments MASCHINE과 같은 MIDI 컨트롤러를 사용하여 음악 시퀀스의 시작을 트리거함으로써 루프를 재생한다.

## 정의
- 루프는 트랙의 짧은 섹션(1~4 마디 길이)으로, 반복될 수 있다고 생각되는 부분이다. 루프는 어떤 샘플도 아니지만, 특히 지속적으로 반복되는 작은 소리 섹션이다.[2]
- 루프는 오디오 파일이 처음부터 끝까지 재생될 때 매끄럽게 반복되도록 편집된 연주의 샘플이다.[3]
- 드럼 루프는 기술적으로 여러 드럼 재료의 짧은 녹음으로, 매끄럽게 루프되도록 편집되었다. 드럼 루프는 정확한 지속 시간이 충족될 때까지 반복된다. 예를 들어, 단일 루프를 다른 루프로 끊으려면 매끄러운 루프가 될 수도 있는 드럼 필을 사용할 수 있다.[4]

## 디지털 루핑

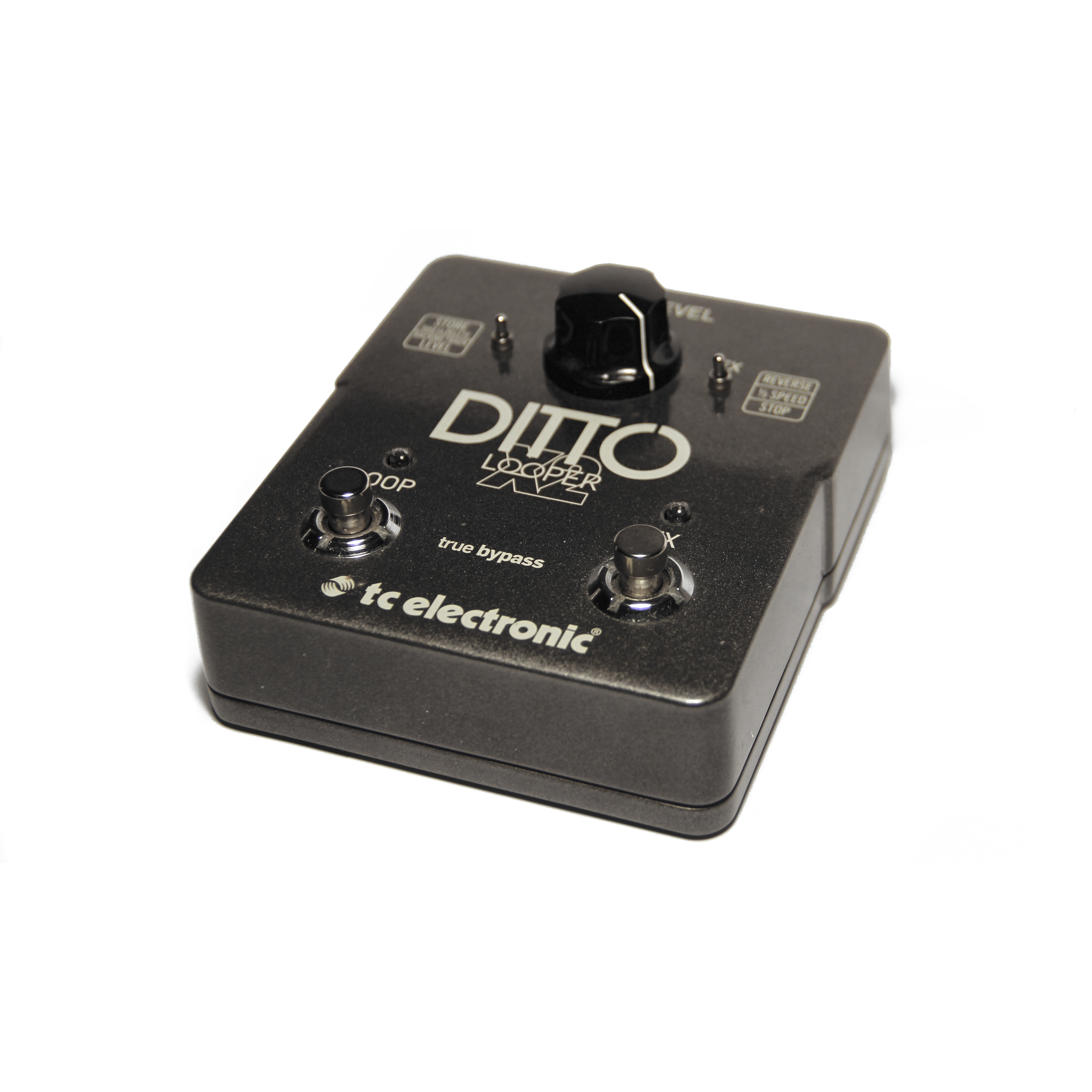
디토 루퍼 페달

2010년대 이후 많은 음악가들은 루프를 만들고 수정하기 위해 디지털 하드웨어 및 소프트웨어 장치를 사용하며, 종종 다양한 전자 음악 효과와 함께 사용한다. 루프는 루퍼 페달, 기타 또는 다른 오디오 소스로부터 신호를 녹음한 다음 녹음된 부분을 계속해서 재생하는 이펙터 장치에 의해 생성되고 트리거될 수 있다. 루프는 원맨 밴드에 의해 사용되어 단일 연주자가 더 많은 음악 반주를 가질 수 있다.
1990년대 초, 특히 라이브 루핑에 사용하기 위한 전용 디지털 장치가 발명되었는데, 즉 라이브 관중 앞에서 녹음되는 루프를 말한다. 많은 하드웨어 루퍼가 존재하며, 일부는 랙 유닛 형태이지만 주로 이펙터로 사용된다. 단종된 Lexicon JamMan, Gibson Echoplex Digital Pro, Electrix Repeater, Looperlative LP1은 19인치 랙 유닛이다. Boomerang "Rang III" Phrase Sampler, DigiTech JamMan, Boss RC-300 및 Electro-Harmonix 2880은 인기 있는 페달의 예시이다.
오늘날의 현대 루퍼 아티스트는 전문적인 루핑 소프트웨어에도 의존한다. Everyday Looper, Loopy, Loopr Live Loop Composer는 iOS에서 인기 있는 소프트웨어이다. 이들은 장치의 셀룰러, 블루투스 또는 와이파이 기능을 사용하여 연결할 수 있는 기능을 제공하면서 더 많은 창의적인 옵션을 제공한다. 또한 독점 페달이 일반적으로 제공하지 않는 매우 광범위한 오디오 및 MIDI 하드웨어와의 연결성을 제공한다.
음악 루프는 비디오 게임 음악의 가장 중요한 특징 중 하나이다. 그것은 또한 만트라의 반복을 루프하는 여러 중국 불교 오르골과 같은 장치 뒤에 있는 기본 원리이며, 이는 결국 주변 음악 생성 장치인 붓다 머신의 영감이 되었다. Jan Linton의 앨범 "Buddha Machine Music"은 이러한 루프와 CDJ 플레이어에서 CD를 수동으로 스크롤하여 만든 다른 루프를 사용했다.

### 루프 기반 음악 소프트웨어
디지털 오디오 워크스테이션 소프트웨어는 하우스 및 테크노와 같은 일렉트로닉 댄스 뮤직에서 흔히 볼 수 있는 루프를 사용하여 음악을 만드는 데 사용될 수 있다. 오디오 타임 스트레칭 및 피치 스케일링을 통해 여러 루프가 정렬되어 트랙을 생성한다. 주목할 만한 소프트웨어로는 "Acidized" 루프 기능을 갖춘 Acid Pro와 FL 스튜디오가 있다.